# A halhatatlan gárda
A halhatatlan gárda (eredeti cím: The Old Guard) 2020-ban bemutatott amerikai misztikus akciófilm, melyet Gina Prince-Bythewood rendezett és Greg Rucka írt az azonos című regénye alapján. A főszereplők Charlize Theron, KiKi Layne, Matthias Schoenaerts, Marwan Kenzari, Luca Marinelli, Harry Melling, Van Veronica Ngo és Chiwetel Ejiofor.
A film végigkövet egy halhatatlan zsoldos csapatot, akik hosszú (több száz éves) életük során próbálják jobbá tenni a világot, ami gyakran csak vérontás révén sikerül.
A halhatatlan gárda 2020. július 10-én jelent meg a Netflixen. A film általánosságban pozitív értékeléseket kapott a kritikusoktól, dicsérve az akciójeleneteket és Theron alakítását.

## Szereposztás
| Színész              | Szereplő                    | Magyar hang        | Leírás |
| -------------------- | --------------------------- | ------------------ | --- |
| Charlize Theron      | Andy / Andromakhé           | Solecki Janka      | |
| KiKi Layne           | Nile Freeman                | Bogdányi Titanilla | Volt amerikai tengerészgyalogos, aki Afganisztánban szolgál.                                                                                       |
| Matthias Schoenaerts | Booker / Sebastian Le Livre | Makranczi Zalán    | Egykori francia katona, aki már I. Napóleon ideje alatt is harcolt.                                                                                |
| Marwan Kenzari       | Joe / Yusuf Al-Kaysani      | Szabó Máté         | Muszlim harcos, aki részt vett a keresztes hadjáratban, Nicky szeretője.                                                                           |
| Luca Marinelli       | Nicky / Niccolò di Genova   | Varga Gábor        | Egykori olasz kereszteslovag. Ő és Joe ellenségekként kezdték az egymással való kapcsolatot, de társak, barátok, majd szerelmesek lettek egymásba. |
| Chiwetel Ejiofor     | James Copley                | Crespo Rodrigo     | Volt CIA-ügynök, aki gyászolja feleségét az ALS miatt.                                                                                             |
| Harry Melling        | Steven Merrick              | Gáspár András      | A gyógyszerészeti ipar egyik kapzsi vezérigazgatója.                                                                                               |
| Van Veronica Ngo     | Quynh                       | Varga Klára        | |
| Anamaria Marinca     | Dr. Meta Kozak              | Orosz Anna         | |
| Joey Ansah           | Keane                       | Fehér Tibor        | |

## Folytatás
Theron, aki nem csak a film szereplője, hanem egyik producere is volt, kifejezte érdeklődését egy második film iránt: „Vegyünk egy kis pihenőidőt, de csak azért, mert mindannyian igazán meg akarjuk csinálni, biztos vagyok benne, hogy amikor eljön a megfelelő idő, megkezdjük a munkálatokat.”